# Dicranidion inaequale
Dicranidion inaequale är en svampart som beskrevs av Tubaki & T. Yokoy. 1971. Dicranidion inaequale ingår i släktet Dicranidion och familjen vaxskålar.   Inga underarter finns listade i Catalogue of Life.